# Singleton (Lancashire)

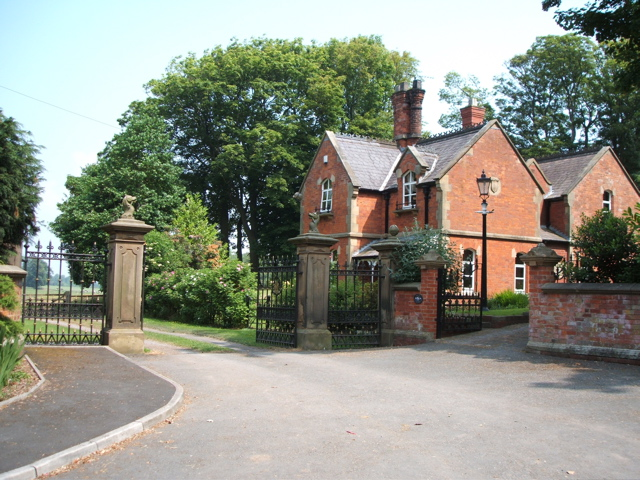
Singleton: Singleton Park

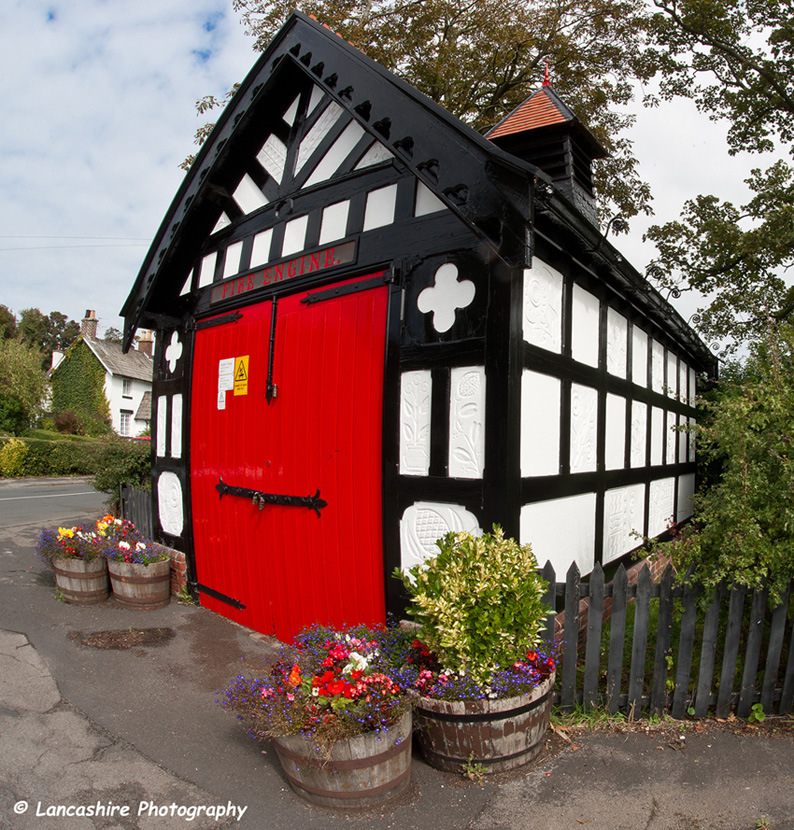
Singleton: l'antica stazione dei pompieri

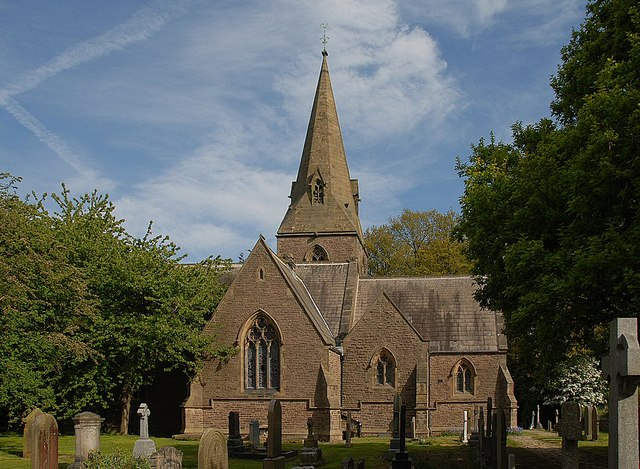
Singleton: la chiesa di Sant'Anna

Singleton è un villaggio con status di parrocchia civile dell'Inghilterra nord-occidentale, facente parte della contea del Lancashire e situato lungo l'estuario sulla baia di Morecambe (Mare d'Irlanda) del fiume Wyre , nella pianura costiera nota come The Fylde. La parrocchia civile, suddivisiva in due centri abitati distinti, Great Singleton e Little Singleton, conta una popolazione di circa 900 abitanti.
È definito "il villaggio modello del Fylde".

## Geografia fisica

### Territorio
Singleton si trova a nord-est di Blackpool e ad est di Poulton-le-Fylde, tra le località di Little Thornton ed Esprick (rispettivamente a sud/sud-est della prima e a nord della seconda).
Il fiume Wyre bagna la parte settentrionale del villaggio.

## Storia
Nel I secolo d.C., l'area in cui sorge Singleton era abitata dai Setantii, una popolazione celtica.
Singleton venne menzionata nel 1086 come Singletun nel Domesday Book.
Nel corso del XIX secolo, venne operata una ristrutturazione architettonica del villaggio, finanziata dall'imprenditore Thomas Miller, magnate del cotone di Preston.

## Monumenti e luoghi d'interesse

### Architetture religiose

#### Chiesa di Sant'Anna
Principale edificio religioso di Singleton è la chiesa di Sant'Anna, realizzata nel 1861 su progetto dell'architetto E.G. Pailey.

### Architetture civili

#### Mains Hall
Altro edificio d'interesse è Mains Hall, un maniero risalente al XVI secolo, ma rimodellato nel corso dei due secoli successivi. 

#### Antica stazione dei vigili del fuoco
Altro celebre edificio di Singleton è l'antica stazione dei vigili del fuoco, un edificio a graticcio fatto costruire dalla famiglia Miller nel 1882.

## Società

### Evoluzione demografica
Nel 2019,la popolazione della parrocchia civile di Singleton era stimata in 957 abitanti, in maggioranza (484) di sesso femminile.
La popolazione al di sotto dei 18 anni era stimata in 142 unità (di cui 86 erano i bambini al di sotto dei 10 anni), mentre la popolazione dai 65 anni in su era stimata in 334 unità  (di cui 70 erano le persone dagli 80 anni in su).
La parrocchia civile ha conosciuto un incremento demografico rispetto al 2011, quando la popolazione censita era pari a 889 unità, e al 2001, quando la popolazione censita era pari a 877 unità.